# 王治国 (1939年)
王治国（1939年12月28日—），男，黑龙江五常人，中华人民共和国政治人物，曾任中国科学技术协会书记处书记、党组成员，中华全国工商业联合会副主席、党组成员。

## 生平
1995年5月，中国科学技术协会第四次代表大会召开，并选举产生第四届全国委员会。5月27日，第四届全国委员会第一次会议召开，其被选为书记处书记。